# Старинг, Брайан
Брайан Старинг (англ. Bryan Staring; род. 1 июня 1987 года, Перт, Австралия) — австралийский мотогонщик, участник чемпионатов мира шоссейно-кольцевых мотогонок MotoGP, Superbike и Supersport. В 2014 году выступал в мировой серии Supersport за российскую команду «Rivamoto».

## Биография
В 2004 году Старинг стал чемпионом австралийского чемпионата на мотоциклах 125 см3. В том же году, как гонщик подстановочных знаков в этом классе, он принял участие в своей домашней гонке в Австралии на чемпионате мира по мотоциклам и пересек финишную черту, заняв 29-е место.
В 2009 году завоевал титул на чемпионате Австралии по суперспорту. В 2010 году стал победителем чемпионата Австралии по супербайку. Благодаря этим успехам он был удостоен премии Australian Rider of the Year Award 2010 года.
В 2011 году Брайан выступал за итальянскую команду Педерчини в Кубке FIM Superstock 1000. Набрав 56 очков, он занял одиннадцатое место в заключительном классе. В том же году он принял участие в двух ставках Wildcard на чемпионате мира по супербайку. В 2012 году Старинг стал вице-чемпионом в Кубке FIM Superstock 1000 с тремя победами за Сильвеном Барьером. Как и в прошлом году, Staring также принял участие в двух ставках подстановочных знаков на чемпионате мира по супербайку в этом году.
В 2013 году он получил постоянное место в классе MotoGP в команде GO&FUN Honda Gresini.
В сезоне 2018 года после пяти лет перерыва он снова принял участие в чемпионате мира по мотоциклам и отправился в свою домашнюю гонку в Австралии в классе Moto2 для Tech 3.